# Ignas Gaižiūnas
Ignas Gaižiūnas (* 17. Juli 1994 in Panevėžys) ist ein litauischer konservativer Politiker, Vizeminister für Bildung, Sport und Wissenschaft.

## Leben
Nach dem Abitur 2023 am Juozas-Miltinis-Gymnasium seiner Heimatstadt absolvierte Ignas Gaižiūnas von 2013 bis 2017 das Bachelorstudium der Physik der Energiewirtschaft, von 2017 bis 2018 das Studium im Nebenfach Pädagogik, von 2018 bis 2020 das Masterstudium Theoretische Physik und Astronomie an der Universität Vilnius sowie die zweijährige Offizierslehrgang an der Litauischen Militärakademie General Jonas Žemaitis in der litauischen Hauptstadt Vilnius. Er wurde Leutnant. Sein Pflichtpraktikum absolvierte er an seinem Heimatgymnasium, wo er Schüler der gymnasialen Klassen 2 bis 4 in Physik unterrichtete. Von 2017 bis 2020 war er Physiklehrer am Salomėja-Nėris-Gymnasium Vilnius, von 2019 bis 2020 Spezialist für Studienqualität und von Oktober 2020 bis November 2021 Studienleiter an der Fakultät für Physik der Universität Vilnius.

## Politik
Ignas Gaižiūnas ist Mitglied der konservativen Partei Tėvynės sąjunga – Lietuvos krikščionys demokratai.
Zuerst nahm er bei den Kommunalwahlen in Litauen 2015, Kommunalwahlen in Litauen 2019 als Kandidat zum Rat der Stadtgemeinde Panevėžys und bei Parlamentswahl in Litauen 2020 als Kandidat zum litauischen Parlament (in der Liste wurde nach Wahlergebnissen vom Platz 120 auf den Platz 78 rangiert).
Von Februar 2020 bis November 2021 war Ignas Gaižiūnas Assistent von Radvilė Morkūnaitė-Mikulėnienė, Mitglied des litauischen Parlaments Seimas und Beamter der Seimas-Kanzlei. Bei den Kommunalwahlen in Litauen 2023 wurde er Ratsmitglied der Stadtgemeinde Panevėžys; er war auch Oppositionsführer im Stadtrat, Vorsitzender des Ethik-Ausschusses und Mitglied des Ausschusses für Bildung, Wissenschaft und Jugend.
Von November 2021 bis Mai 2024 wohnte Ignas Gaižiūnas in seiner Heimatstadt und arbeitete er neben seinen kommunalpolitischen Aktivitäten auch als Ministerberater für Fragen der allgemeinen und inklusiven Bildung der Ministerin Jurgita Šiugždinienė, des Ministers Gintautas Jakštas am Ministerium für Bildung, Wissenschaft und Sport der Republik Litauen in Vilnius. Seit dem 3. Mai 2024 ist er Vizeminister für Bildung, Wissenschaft und Sport. Bis Juni 2024 arbeitete er als Vizeminister unter der Leitung der Bildungsministerin Monika Navickienė und seit Juni 2024 ist er unter der Leitung der kommissarischen Bildungsministerin Gintarė Skaistė im Kabinett Šimonytė, geleitet von Ingrida Šimonytė, tätig.

## Schulische, akademische und militärische Aktivitäten
Im Alter von 16 Jahren schrieb Ignas Gaižiūnas als Gymnasiast 2012 mit seinem von ihm geleiteten Team einen Geschäftsplan zur Gründung eines mobilen Theaters und gewann einen Geldpreis von 10.000 Litas (3.000 Euro) beim nationalen Bildungswettbewerb für Sensibilisierung junger Menschen für finanzielle Verantwortung und Unternehmertum (mit dem Ziel, praktische Kenntnisse und Fähigkeiten zu vermitteln und ihnen die Möglichkeit zu geben, ihre eigene Geschäftsidee zum Nutzen der gesamten Gymnasialgemeinschaft umzusetzen) nach einem viermonatigen Bildungsprojekt der ISM University of Management and Economics in Vilnius (mit dem gewonnenen Geld wurde eine Bühne für sein Heimatgymnasium gekauft).
Ignas Gaižiūnas arbeitete als akademischer Kurator der Erstsemester seiner Physik-Fakultät. 
Im November 2014 wurde er Mitglied der universitären Studentenvertretung. An der Universität Vilnius arbeitete er an der Koordination der Studierendenvertreter, ab Juni 2017 als Koordinator des Planungsprozesses war er für die Koordination des Planungsprozesses und die Überwachung und Kontrolle der Umsetzung des Jahresaktionsplans der Studentenvertretung verantwortlich. Ab August 2017 arbeitete er bei der Europäischen Studentenvereinigung, er besuchte die Universitäten im Ausland, um die Qualität der dortigen Hochschulbildung zu bewerten. Von 2015 bis 2020 war er Mitglied des Senats der Universität Vilnius (er wurde als Vertreter der Studenten delegiert). Von Mai 2018 bis Juni 2020 war er Experte bei der Europäischen Vereinigung für Qualitätssicherung in der Hochschulbildung (ENQA) und von Oktober 2015 bis Dezember 2018 am Zentrum für Qualitätsbewertung in der Hochschulbildung Litauens (SKVC).
Ab November 2018 war er Mitglied der Freiwilligenstreitkräfte des Litauischen Heers.